# ترشک مواج
ترشک مواج (نام علمی: Rumex crispus) نام یک گونه از سرده ترشک است.